# Органические азиды

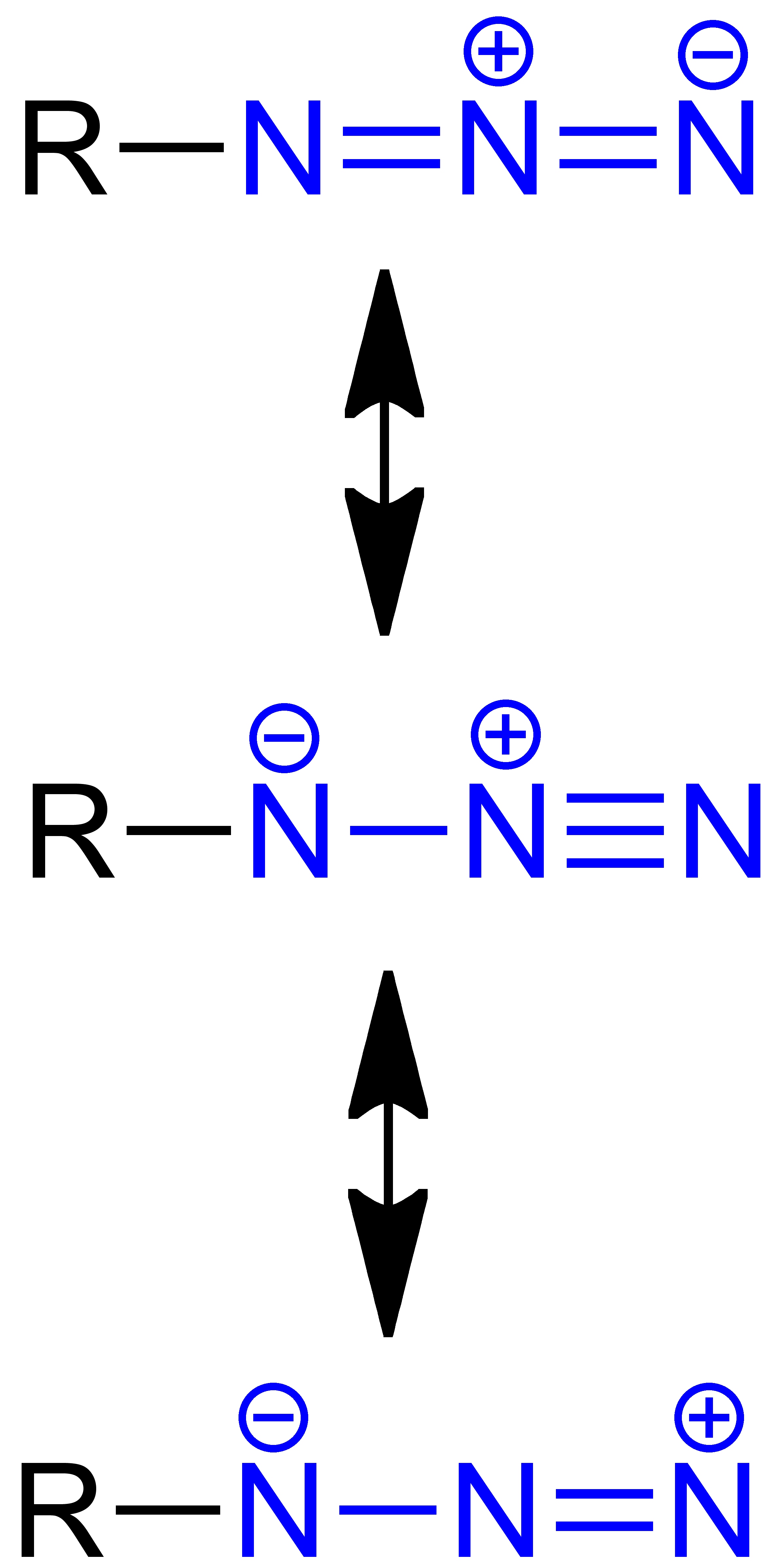
Мезомерия азидов.

Азиды — органические соединения, содержащие азидную группу -N=N+=N−, обычно связанную с атомом углерода, однако к азидам также относят и элементоорганические соединения (например, триалкилсилил- и триалкилстаннилазиды), и азидпроизводные сульфокислот (сульфонилазиды RSO2N3).

## Номенклатура азидов
Названия азидов в номенклатуре IUPAC образуются присоединением суффикса «-азид» к названию радикала, например, C6H5N3 — фенилазид, C6H5CON3 — бензоилазид, (CH3)3SiN3 — триметилсилилазид.
По радикалу, соединённому с азидной группой, различают алифатические и ароматические азиды (алкилазиды и арилазиды), а также азиды карбоновых кислот RCON3 (ацилазиды).

## Свойства
Азидная группа линейна, с почти одинаковыми длинами связей азот-азот; так, в метилазиде длина терминальной связи N-N составляет 0,112 нм, «ближней» к углероду связи N-N — 0,124 нм, угол, образуемый связями C-N-N — 120°. В ИК-спектрах арил- и алкилазидов присутствуют характеристические полосы при 2135—2090 см−1 (асимметричные валентные колебания) и 1300—1270 см−1 (симметричные валентные колебания).
Азидная группа в ацил- и сульфонилазидах сопряжена с карбонильной либо сульфонильной группой, в результате чего степень двоесвязности связи связи N-N2 понижается, что ведёт к меньшей, по сравнению с алкил- и арилазидами, стабильности этих соединений и большей реакционной способности в процессах, ведущих к отщеплению от них молекулы азота.

## Реакционная способность
При нагревании либо под действием ультрафиолета азиды разлагаются с отщеплением азота и образованием нитренов:
{\displaystyle {\mathsf {RN_{3}\rightarrow RN:+N_{2}}}}
Нитрены являются высокореакционноспособными интермедиатами в различных реакциях внедрения: так, например, разложение азидов в присутствии алкенов ведёт к образованию N-замещённых азиридинов.
Термическое разложение в инертном растворителе α-азидокетонов, легкодоступных через взаимодействие α-галогенкетонов с азидом натрия, используется как метод синтеза α-оксоиминов; предполагается, что эта реакция идёт через образование нитренового имтермедиата:
{\displaystyle {\mathsf {RCOCH_{2}N_{3}\rightarrow RCOCH{\text{=}}NH+N_{2}}}}
Ацилазиды при нагревании отщепляют азот и перегруппировываются в изоцианаты (перегруппировка Курциуса):
При проведении перегруппировки Курциуса в кислой среде в присутствии воды образующиеся in situ изоцианаты гидролизуются, отщепляя углекислый газ и образуя амины:
{\displaystyle {\mathsf {RNCO+H_{2}O\rightarrow RNH_{2}+CO_{2}}}}
эта реакция с промежуточным образованием ацилазидов используется для синтеза аминов из карбоновых кислот.
Азиды вступают в реакции 1,3-диполярного циклоприсоединения с ненасыщенными соединениями — диполярофилами, так, присоединение азидов к алкинам ведёт к 1,2,3-триазолам (реакция Хьюсгена):
аналогично реагируют с азидами и нитрилы, образуя тетразолы. С диполярофильными алкенами азиды образуют Δ2−1,2,3-триазолины.
Реактивы Гриньяра присоединяются к арил- и алкилазидам с образованием триазенов (диазоаминосоединений):
{\displaystyle {\mathsf {RN_{3}+R'MgHal\rightarrow R{\text{-}}N{\text{=}}N{\text{-}}N(R')MgHal}}}
{\displaystyle {\mathsf {R{\text{-}}N{\text{=}}N{\text{-}}N(R')MgHal+H_{2}O\rightarrow R{\text{-}}N{\text{=}}N{\text{-}}NHR'+Mg(OH)Hal}}}
Взаимодействие азидов с фосфинами или фосфитами (Реакция Штаудингера)проходит с отщепление азота и ведет к образованию фосфазенов :
R3P  +  R'N3 {\displaystyle \to }   R3P=NR'  +  N2
Азиды восстанавливаются водородом с катализом палладием на угле до аминов, благодяря легкому синтезу аминов из алкилгалогенидов эта реакция используется как метод синтеза первичных аминов:
ClCH2CO2R + NaN3 {\displaystyle \to } N3CH2CO2R
N3CH2CO2R + [H] {\displaystyle \to } H2NCH2CO2R

## Синтез

### Алкилазиды
Классическим методом синтеза алкилазидов является алкилирование азид-иона алкилгалогенидами, алкилсульфатами и алкилсульфонатами:
{\displaystyle {\mathsf {RX+N_{3}^{-}\rightarrow RN_{3}+X^{-},\ X=Hal,\ R'SO_{2}O}}}
Реакция идёт по механизму нуклеофильного замещения SN2 с первичными и вторичнымии может проводиться как в апротонных растворителях, так и в условиях межфазного катализа. В случае третичных алкилгалогенидов реакция затруднена, в этом случае в качестве активатора могут использоваться кислоты Льюиса (ZnCl2).
Азид-ион обладает свойствами псевдогалогенида, поэтому азотистоводородная кислота и галогеназиды присоединяются к непредельным соединениям, подобно галогеноводородам и галогенам, такое присоединение используется для синтеза алкилазидов и α-галогеналкилазидов:
{\displaystyle {\mathsf {R{\text{-}}CH{\text{=}}CH{\text{-}}COR+HN_{3}\rightarrow R{\text{-}}CH(N_{3}){\text{-}}CH_{2}{\text{-}}R'}}}
{\displaystyle {\mathsf {R{\text{-}}CH{\text{=}}CH{\text{-}}COR'+HalN_{3}\rightarrow R{\text{-}}CH(N_{3}){\text{-}}CHHal{\text{-}}R'}}}
Присоединение азотистоводородной кислоты к активированным сопряжёнными электронакцепторными заместителями алкенам (α,β-непредельные кетоны и производные α,β-непредельных карбоновых кислот и т. п.) используется как препаративный метод синтеза замещённых алкилазидов, в случае неактивированных алкенов скорость реакции слишком низка.

### Арилазиды
Ввиду низкой подвижности галогена в арилгалогенидах синтез арилазидов замещением галогена азид-ионом возможен только в случае активированных арилгалогенидов, общими методами синтеза арилазидов являются реакции образования связи азот-азот при взаимодействии соответствующих азотсодержащих ароматических Ar-N-N с неорганическими реагентами: нитрозирование арилгидразинов:
{\displaystyle {\mathsf {Ar{\text{-}}NH{\text{-}}NH_{2}+HNO_{2}\rightarrow Ar{\text{-}}N{\text{=}}N{\text{=}}N+2H_{2}O}}}
и взаимодействие солей диазония с сульфамидами, протекающее под действием щелочей (реакция Датта-Уормолла):

### Ацилазиды
Ацилазиды могут быть синтезированы как замещением азид-ионом галогена в ацилгалогенидах:
{\displaystyle {\mathsf {RCOHal+N_{3}^{-}\rightarrow RC(O)N_{3}+Hal^{-}}}}
так и нитрозированием гидразидов карбоновых кислот:
{\displaystyle {\mathsf {RCONHNH_{2}+HNO_{2}\rightarrow RC(O)N_{3}+2H_{2}O}}}

## Токсичность
Данных о токсичности азидов мало, предполагается, что некоторые из них могут быть ядовитыми.

## См.также
- 1-Азидо-3,3-диметилбутен-1
- 1-Диазидокарбамоил-5-азидотетразол